# Szelomi
Szelomi (hebr. שלומי) – samorząd lokalny w Izraelu, w Dystrykcie Północnym.

## Położenie
Miejscowość Szelomi jest położona na wysokości 92 metrów n.p.m. na zachodnich zboczach wzgórz Zachodniej Galilei. Leży u podnóża grzbietu górskiego Reches ha-Sulam (361 m n.p.m.), którym przebiega granica z Libanem. Wzdłuż północnej granicy miejscowości przepływa strumień Chanita, a na południe strumień Becet. Okoliczne wzgórza są w większości zalesione. Teren opada w kierunku zachodnim na równinę przybrzeżną Izraela. W otoczeniu Szelomi znajdują się kibuce Kefar Rosz ha-Nikra, Chanita, Adamit i Maccuwa, oraz moszawy Ja’ara i Becet. Na północ od miejscowości, przy granicy znajduje się izraelska baza wojskowa Dvoranit Sigint, oraz posterunek obserwacyjny UNIFIL. Po stronie libańskiej jest położone miasto An-Nakura i wioska Alma asz-Szab.

### Podział administracyjny
Szelomi jest położone w Poddystrykcie Akki, w Dystrykcie Północnym.

## Demografia
Zgodnie z danymi Izraelskiego Centrum Danych Statystycznych w 2011 roku w Szelomi żyło ponad 6 tys. mieszkańców, z czego 92,8% Żydzi i 7,2% inne narodowości. Wskaźnik wzrostu populacji w 2011 roku wynosił 1,7%. Zgodnie z danymi Izraelskiego Centrum Danych Statystycznych średnie wynagrodzenie pracowników w Szelomi w 2009 roku wynosiło 5840 ILS (średnia krajowa 7070 ILS).
| Wiek (w latach) | Procent populacji w % |
| --------------- | --------------------- |
| 0 – 4           | 10,1                  |
| 5 – 9           | 9,8                   |
| 10 – 14         | 7,9                   |
| 15 – 19         | 7,4                   |
| 20 – 29         | 12,2                  |
| 30 – 44         | 23,3                  |
| 45 – 59         | 17,1                  |
| 60 – 64         | 3,8                   |
| 65 –            | 8,4                   |

Źródło danych: Central Bureau of Statistics.

## Historia
Badania archeologiczne wykazały, że miejsce to było zamieszkane już w epoce brązu. Od I do V wieku wioska była zamieszkana przez społeczność żydowską. Talmud nazywa ją Becet. We wsi znaleziono 18 stanowisk archeologicznych z tego okresu. Odkryto miejsca pochówku chrześcijan oraz dzbany z IV wieku. Od początku okresu panowania Arabów wioska była zamieszkana przez społeczność arabską i nazywała się Al-Bassa. W 1189 roku wioskę wykorzystali krzyżowcy jako obóz wojenny podczas III wyprawy krzyżowej. Krzyżowcy nazywali wioskę Le Bace lub LeBassa. W 1517 roku wioska wraz z całą Palestyną przeszła pod panowanie osmańskie. Dokumenty podatkowe z 1596 roku mówią, że w al-Bassa mieszkało 76 rodzin muzułmańskich i 28 kawalerów. Płacili oni podatki z upraw pszenicy, jęczmienia, bawełny, oliwek, owoców, oraz hodowli kóz i uli. W 1882 roku we wsi otworzono publiczną szkołę podstawową dla chłopców, a następnie prywatną szkołę średnią i publiczną szkołę podstawową dla dziewcząt. W wyniku I wojny światowej nastąpiły duże zmiany terytorialne na Bliskim Wschodzie. Francusko-brytyjska umowa graniczna z 1920 roku nieprecyzyjnie określiła przebieg granicy między Brytyjskim Mandatem Palestyny i Francuskim Mandatem Syrii (w skład którego wchodził także dzisiejszy Liban). Okazało się, że granica przebiegała na północ od wioski al-Bassa. Sama wioska znajdowała się w Mandacie Palestyny, jednak znaczna część jej pól uprawnych znalazła się w Mandacie Syrii. W rezultacie mieszkańcy al-Bassa zostali odcięci od swoich pól uprawnych. Władze francuskie rozwiązały ten problem, przyznając w 1921 roku mieszkańcom al-Bassa obywatelstwo Mandatu Syrii. Równolegle pracowała mieszana komisja francusko-brytyjska, która do lutego 1922 roku ustaliła szczegółowy przebieg granicy. W 1923 roku oficjalnie potwierdzono, że al-Bassa znajduje się w Brytyjskim Mandacie Palestyny (zmieniono również przebieg granicy przy wiosce). W 1926 roku zmieniono obywatelstwo mieszkańców wioski na palestyńskie. Przeprowadzony we wrześniu 1922 roku wykazał, że w al-Bassa mieszkało 867 chrześcijan, 150 muzułmanów i 1 Żyd. W kolejnych latach tutejsza populacja uległa dużym zmianom. W 1945 roku w wiosce żyło 1590 chrześcijan i 1360 muzułmanów. Podczas arabskiego powstania w Palestynie (1936–1939) w bezpośrednim sąsiedztwie wioski powstał posterunek żydowskiej policji, który następnie przekształcono w brytyjski Fort Tegart. W dniu 6 września 1938 roku w pobliżu wioski wpadł na minę brytyjski samochód pancerny, w wyniku czego zginęło czterech brytyjskich żołnierzy. W odwecie Brytyjczycy spalili dolną część wioski. Kilka dni później brytyjscy żołnierze zmusili około 50 wieśniaków do wejścia do autobusu, który następnie skierowano na minę podłożoną na drodze. W wybuchu zginęło około 20 Arabów. Mieszkańcy wioski zostali zmuszeni do wykopania dołu i pogrzebania wszystkich zabitych. Przyjęta 29 listopada 1947 roku Rezolucja Zgromadzenia Ogólnego ONZ nr 181 przyznała te tereny państwu arabskiemu. Podczas wojny domowej w Mandacie Palestyny na początku 1948 roku w okolicy tej stacjonowały siły Arabskiej Armii Wyzwoleńczej. W ostatnich dniach przed proklamacją niepodległości Izraela żydowska organizacja paramilitarna Hagana przeprowadziła operację „Ben-Ami”, w trakcie której 14 maja 1948 roku Izraelczycy zajęli wioskę al-Bassa. Była ona słabo broniona przez nieliczną lokalną arabską milicję. Po zajęciu wioski, Izraelczycy zgromadzili mieszkańców w miejscowym kościele, gdzie zastrzelili kilkoro młodzieńców. Zeznania świadków różnią się od siebie, i mówią o pięciu osobach zastrzelonych wewnątrz kościoła lub siedmiu osobach na zewnątrz. Następnie, 27 maja mieszkańców wioski przymusowo wysiedlono, a ich domy w większości zniszczono. Prawie wszyscy wieśniacy z al-Bassa uciekli do Libanu. Po I wojnie izraelsko-arabskiej w 1949 roku w pobliżu opuszczonej wioski powstał prowizoryczny obóz dla żydowskich imigrantów (ma'abarot). W 1950 roku obóz przekształcono w stałą osadę o nazwie Szelomi. Jej pierwszymi mieszkańcami byli imigranci z Indii, Jemenu i Jugosławii. Po 1956 roku dotarła tutaj nowa fala imigrantów żydowskich, pochodzących tym razem z Afryki Północnej (głównie z Tunezji i Maroka. Szelomi było szybko rozwijającą się osadą, która w 1960 roku awansowała do statusu samorządu lokalnego. W latach 90. XX wieku osiedliło się tutaj wielu imigrantów z krajów byłego ZSRR. Ze względu na bliskość granicy z Libanem miejscowość jest narażona na ataki terrorystyczne. Podczas II wojny libańskiej w 2006 roku na miejscowość spadły liczne rakiety wystrzeliwane przez organizację terrorystyczną Hezbollah z południowego Libanu. Ataki te powtórzyły się w styczniu 2008 roku.

### Nazwa
Nazwa miejscowości nawiązuje do biblijnej postaci Szelomiego, ojca księcia Achiuda z pokolenia Asera.

## Symbole
Oficjalny herb miejscowości został opublikowany we wrześniu 1961 roku. Ma on kształt tarczy, pośrodku której widnieje rozłożyste drzewo. Przedstawia ono okoliczne lasy. U podstawy drzewa wyrasta kwiat, symbolizujący odradzające się życie. Powyżej umieszczono nazwę miejscowości pisaną w języku hebrajskim.

## Polityka

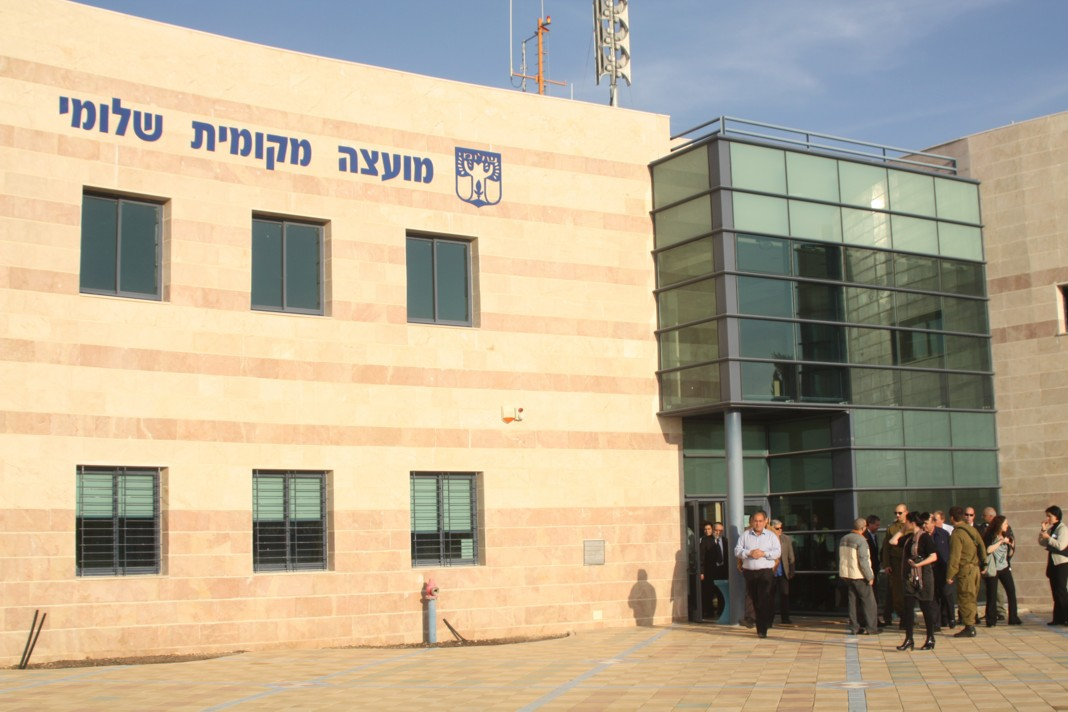
Siedziba władz samorządowych w Szelomi

Siedziba władz samorządowych znajduje się w centrum miejscowości. Przewodniczącym rady jest Gabi Naaman.

## Architektura
Zabudowa Szelomi składa się w większości z niewysokiej zabudowy. Tutejsze domy są najczęściej jednorodzinne lub kilkurodzinne. Zabudowa jest nowoczesna i charakteryzuje się ekologicznym wkomponowaniem w naturalne otoczenie przyrody. Miejscowość posiada następujące osiedla mieszkaniowe: Nof Harim, Giwat HaArazim, Morad Ha-Har, Bene Beitecha, Neve Rabin, Pisgat Szelomi oraz Morad HaNahal. W miejscowości są liczne ogrody - Ogród Przygód, Ogród Karmiel, Ogród Netanji, Ogród KKL i Ogród Goldy. W pobliżu Ogrodu Przygód znajduje się stanowisko archeologiczne z pozostałościami mozaiki podłogowej z okresu bizantyjskiego. Na północ od strefy przemysłowej są położone pozostałości arabskiej wioski al-Bassa, z grobami w jaskiniach i ruinami kościoła bizantyjskiego.

## Kultura
W miejscowości jest ośrodek kultury i biblioteka publiczna. Tutejsze centrum kultury obsługuje okoliczne wioski, zapewniając mieszkańcom dostęp do wydarzeń kulturalnych i imprez sportowych.

## Edukacja i nauka
W miejscowości znajdują się 3 szkoły (HaRav Maimon Hakoen, Erez i Ben Cwi). W 2010 roku uczyło się w nich ogółem ponad 800 uczniów, w tym 680 w szkołach podstawowych. Średnia liczba uczniów w klasie wynosiła 24. Poza tym jest tutaj centrum szkolenia zawodowego Erez College, centrum kształcenia nauczycieli oraz szkoła specjalna.

## Sport i rekreacja
W zachodniej części miejscowości znajduje się boisko do piłki nożnej. W tutejszym centrum sportów jest basen pływacki, sala sportowa oraz korty tenisowe. Mniejsze boiska oraz sale sportowe są zlokalizowane przy szkołach.

## Turystyka
W ostatnich latach coraz większe znaczenie w Szelomi zdobywa obsługa ruchu turystycznego. Okoliczne wzgórza są w większości porośnięte lasami, w których poprowadzono szlaki turystyczne. Po stronie wschodniej znajduje się Rezerwat Przyrody Strumienia Becet. W pobliżu jest także Park Narodowy Rosz ha-Nikra. Ze względu na bliskość granicy z Libanem należy podporządkować się zaleceniom sił bezpieczeństwa, które najlepiej znają aktualną sytuację na granicy. W miejscowości istnieje możliwość przenocowania i zjedzenia posiłków.

## Gospodarka
Lokalna gospodarka opiera się na dwóch strefach przemysłowych i obsłudze ruchu turystycznego. Obszar przemysłowy zajmuje powierzchnię około 500 hektarów. Z ważniejszych zakładów znajduje się tutaj Widia-Hanita produkujący różnorodne wiertła i narzędzia skrawające.

## Transport
Przez centrum miejscowości przebiega droga nr 899, którą jadąc na zachód dojeżdża się do moszawu Becet i dalej do drogi nr 4, lub jadąc na południowy wschód dojeżdża się do drogi nr 70 i dalej do moszawu Ja’ara. Drogą nr 70 jadąc na południe dojeżdża się do kibucu Maccuwa. Natomiast drogą nr 4 można dojechać na północ do kibucu Kefar Rosz ha-Nikra, lub na południe do moszawu Liman. Droga nr 8990 prowadzi na północny wschód do kibucu Chanita.